# Іда Ліндборг
Іда Ліндборг (13 червня 1994) — шведська плавчиня.
Учасниця Олімпійських Ігор 2016 року.